# Hypomanie
Hypomanií je označována slabší forma mánie vyznačující se povznesenou náladou a zvýšenou energií. Může být současně spojena se změnami v myšlení ve smyslu těkavého, asociativního myšlení a také se změnami psychomotoriky, potřeby spánku a chuti k jídlu.

## Symptomy
Symptomy odpovídají symptomům lehčí mánie. Charakteristická je (lehce) povznesenou náladou a zvýšenou energií. Díky povznesené náladě může docházet k většímu nebo také přehnanému sebevědomí, zvýšené ochotě riskovat, k většímu puzení navazovat kontakty a také k překračování nepsaných pravidel v sociální oblasti (trapnostem). Hypomanie se může projevovat také sexistickými poznámkami, sexuálním seznamováním, nevěrou a rychlou zamilovaností.
Během hypomanie je jak objektivně, tak také ve zvýšené míře subjektivně zvýšena schopnost pracovního výkonu, zlepšují se také vnímací schopnosti a schopnost asociace. Stavy vyčerpání, které často na zvýšenou výkonnost navazují mohou ovšem tyto schopnosti drasticky redukovat. Potřeba spánku je většinou značně snížená. Chuť k jídlu může být značně změněná, postižený často jí mnohem více nebo mnohem méně než obvykle, dochází ke značnému přibírání na váze či naopak k úbytku hmotnosti.

## Klinický průběh
Aby bylo možno hypomanii diagnostikovat musí symptomy trvat minimálně 4 dny. Epizody mohou trvat jen několik dní nebo také více měsíců. Jaké symptomy a s jakým stupněm závažnosti se u daného postiženého vyskytnou je u každého nemocného individuální. Individuální může být rovněž průběh jednotlivých epizod u jednoho postiženého.
Může zůstat u jediné hypomanické epizody, často však dochází k opakovaným hypomanickým epizodám. Ve většině případů dochází také k lehčím či těžším depresivním epizodám, což vede k diagnóze cyklothymie příp. bipolární porucha. Často je četnost a délka depresivních epizod větší. Mezi epizodami se mohou vyskytnout delší fáze bez symptomů nebo se střídají hypomanické epizody s depresivními epizodami.
K epizodám může docházet opakovaně a se zhoršeným průběhem, existuje zde nebezpečí přechodu do mánie a nebezpečí chronifikace.
Hypomanické symptomy se mohou vyskytovat současně nebo ve velmi krátkém střídání s depresivními symptomy, pak se jedná o smíšenou epizodu. Často dochází k problémům v sociální oblasti a s blízkými lidmi a to kvůli zesílené potřebě mluvit (telefonitis), zvýšenému libidu (sexuální pud), zvýšené družnosti nebo představě postiženého, že jeho blízcí jsou vůči němu agresivní či záměrně porušují pravidla chování či tropí hlouposti atd.
Zpravidla chybí jakýkoliv náhled na nemoc, nebo je tento náhled snížený. Postižení, kteří již prožili více fází mohou být však schopni aktuální hypomanickou fázi rozpoznat a příslušným způsobem jednat. Zde může být nápomocná psychoedukace případně návštěva svépomocné skupiny.

## Diagnóza
V MKN-10 je hypomanie klasifikována jako psychická porucha, která se může vyznačovat značným omezením pracovní schopnosti případně sociální aktivity. Hlavními symptomy jsou povznesená nálada a zvýšená energie po dobu více dnů.
Podle DSM-IV není hypomanie poruchou, nýbrž stavem nálady, který může být součástí bipolární poruchy nebo cyklotymie. Značná újma kvality života, velké utrpení nebo psychotické symptomy nemohou být podle DSM-IV přítomny.
Často není hypomanie rozpoznaná ani postiženým a ani lékařem, protože se postižení mohou cítit dobře a necítí se nemocní. Pokud se vyskytují také deprese, pak je často chybně stanovována diagnóza jako unipolární deprese. Tak často uběhne i více než deset let než je rozpoznána bipolární porucha. Existují standardní psychologické testy, kterými je možno rozpoznat aktuální hypomanickou epizodu.

### Diagnóza/symptomy podle DSM IV
Diagnostic and Statistical Manual of Mental Disorders (Diagnostická a statistická příručka psychických poruch, zkráceno jako DSM-IV) popisuje hypomanii následujícím způsobem:
1. Minimálně čtyři dny trvající, výrazná perioda neustále povznesené, přemrštěné nebo podrážděné nálady, která se jednoznačně liší od obvyklé ne-depresivní nálady.
2. Během fáze poruchy nálady jsou neustále do určitého stupně přítomny tři (nebo více) následujících symptomů (čtyři, pokud je nálada jenom podrážděná)
  1. zvýšený pocit vlastní hodnoty nebo velikášství
  2. snížená potřeba spánku (postižený se cítí odpočatý již po 3 hodinách spánku)
  3. postižený je hovornější než obvykle, pociťuje nutkání mluvit
  4. jeden nápad stíhá druhý nebo subjektivní pocit zrychleného myšlení
  5. rozptýlenost (to znamená zaměření se na nedůležité nebo nepodstatné externí podněty)
  6. nárůst cílených aktivit (buďto sociální, pracovní nebo ve škole, nebo sexuální či psychomotorický neklid)
  7. přehnané oddávání se potěšení a zábavě, které má často i velmi nepříjemné následky (např. bezuzdné nakupování, sexuální indiskreci nebo lehkomyslné obchodní investice)
3. Epizoda je doprovázena změnami výkonnosti nebo chování, které nejsou pro danou osobu charakteristické ve fázích bez symptomů.
4. Porucha nálady nebo změna vystupování jsou pozorovány jinými.
5. Epizoda není dostatečně závažná, aby způsobila výrazné omezení v sociálních a pracovních oblastech, nebo aby byla důvodem pro hospitalizaci v nemocnici, nejsou také přítomny psychotické prvky.
6. Symptomy nejsou způsobeny přímými fyziologickými efekty nějaké substance (např. zneužívání drog, léků), nejsou způsobeny ani celkovým medicínským stavem (např. poruchou štítné žlázy)

Poznámka: Hypomanické epizody, které jsou jednoznačně způsobeny somatickou antidepresivní léčbou (léky, elektrokonvulzní terapie, fototerapie - léčba světlem) nespadají pod diagnózu bipolární porucha.

## Příčiny a spouštěče nemoci
Během hypomanických epizod byly prokázány změny v biochemii mozku. Množství a účinek jednotlivých neurotransmiterů jako serotoninu a dopaminu v mozku je změněné.
Příčiny hypomanie nejsou jednoznačně vyjasněny. Vědecky nejvíce zastoupenou teorií je teorie působení stresu a následné vulnerability (zranitelnosti). Podle této existuje biologická a/nebo genetická dispozice pro hypomanii. Stres, deprivace příp. zátěžový životní styl a životní situace mohou vést k propuknutí epizody.